# پوکا (پرو)
پوکا (به اسپانیایی: Puka) یک کوه در پرو است که در Peru, Huancavelica Region, Junín Region واقع شده‌است. پوکا ۴٬۹۹۳ متر بالاتر از سطح دریا واقع شده‌است.